# Nakashōji Ren
Nakashōji Ren est un nom japonais traditionnel ; le nom de famille (ou le nom d'école), Nakashōji, précède donc le prénom (ou le nom d'artiste).
Nakashōji Ren (仲小路廉) (12 août 1866 - 17 janvier 1924) est un homme politique et ministre japonais.

## Biographie
Nakashōji est diplômé du lycée Kitano d'Osaka. Après des études à l'académie Kaisei (en), il travaille pendant un temps comme avocat commis d'office à la chambre basse du tribunal, puis comme conseiller juridique à la cour d'appels et assesseur à la cour administrative. Il entre ensuite au ministère des Communications et au ministère de l'Intérieur. Il est ministre de l'Agriculture et du Commerce dans le 3e gouvernement de Katsura Tarō de 1912 à 1913, puis de nouveau dans le gouvernement de Terauchi Masatake de 1916 à 1918. Il est plus tard nommé à la chambre des pairs du Japon et sert au Conseil privé.